# Чемпіонат світу з футболу 1930 (група 2)
Змагання у Групі 2 чемпіонату світу з футболу 1930 року проходили з 14 липня 1930 по 20 липня 1930 року. У групі змагалися три команди — збірні Югославії, Бразилії та Болівії. За регламентом світової першості до її півфіналів виходили лише переможці кожної з чотирьох груп групового етапу. Переможцем, і відповідно учасником плей-оф, у Групі 2 стала збірна Югославії, яка виграла обидва свої матчі із загальним рахунком 6:1.

## Турнірне становище
| Команда   | І | В | Н | П | Г+ | Г- | РГ | О |
| --------- | - | - | - | - | -- | -- | -- | - |
| Югославія | 2 | 2 | 0 | 0 | 6  | 1  | +5 | 4 |
| Бразилія  | 2 | 1 | 0 | 1 | 5  | 2  | +3 | 2 |
| Болівія   | 2 | 0 | 0 | 2 | 0  | 8  | −8 | 0 |

## Матчі

### Югославія — Бразилія
| 14 липня 1930 12:45 UYT (UTC−3:30) |

| Югославія            | 2–1      | Бразилія              |
| -------------------- | -------- | --------------------- |
| Тирнанич 21' Бек 30' | Протокол | Жоан Коелью Нетто 62' |

| Естадіо Парк Сентраль, Монтевідео Глядачів: 24,059 Арбітр: Анібаль Техада (Уругвай) |

| ВР               | 1  | Милован Якшич        |
| НП               | 2  | Александар Тирнанич  |
| НП               | 3  | Благоє Мар'янович    |
| НП               | 4  | Бранислав Секулич    |
| НП               | 5  | Джордже Вуядинович   |
| ЗХ               | 6  | Драгослав Михайлович |
| НП               | 7  | Іван Бек             |
| ПЗ               | 8  | Любиша Стефанович    |
| ПЗ               | 9  | Милорад Арсеньєвич   |
| ЗХ               | 10 | Милутин Івкович (к)  |
| ПЗ               | 11 | Момчило Джокич       |
| Головний тренер: |    |                      |
| Бошко Симонович  |    |                      |

| ВР                           | 1  | Жоел                  |
| НП                           | 2  | Аракен                |
| ЗХ                           | 3  | Брильянте             |
| ПЗ                           | 4  | Фаусто                |
| ПЗ                           | 5  | Фернандо              |
| ПЗ                           | 6  | Ерможенес             |
| ЗХ                           | 7  | Італія                |
| НП                           | 8  | Ніло                  |
| НП                           | 9  | Полі                  |
| НП                           | 10 | Жоан Коелью Нетто (к) |
| НП                           | 11 | Теофіло               |
| Головний тренер:             |    |                       |
| Піндаро де Карвалью Родрігес |    |                       |

| Бокові арбітри: Рікардо Вальяріно (Уругвай) Тома Бальве (Франція) |

### Югославія — Болівія
| 17 липня 1930 12:45 UYT (UTC−3:30) |

| Югославія                                  | 4–0      | Болівія |
| ------------------------------------------ | -------- | ------- |
| Бек 60', 67' Мар'янович 65' Вуядинович 85' | Протокол |         |

| Естадіо Парк Сентраль, Монтевідео Глядачів: 18,306 Арбітр: Франсіско Матеуччі (Уругвай) |

| ВР               | 1  | Милован Якшич        |
| НП               | 2  | Александар Тирнанич  |
| НП               | 3  | Благоє Мар'янович    |
| НП               | 4  | Джордже Вуядинович   |
| ЗХ               | 5  | Драгослав Михайлович |
| НП               | 6  | Драгутин Найданович  |
| НП               | 7  | Іван Бек             |
| ПЗ               | 8  | Любиша Стефанович    |
| ПЗ               | 9  | Милорад Арсеньєвич   |
| ЗХ               | 10 | Милутин Івкович (к)  |
| ПЗ               | 11 | Момчило Джокич       |
| Головний тренер: |    |                      |
| Бошко Симонович  |    |                      |

| ВР               | 1  | Хесус Бермудес     |
| ЗХ               | 2  | Касьяно Чаваррія   |
| ПЗ               | 3  | Діогенес Лара      |
| НП               | 4  | Гумерсіндо Гомес   |
| ПЗ               | 5  | Хуан Арготе        |
| ПЗ               | 6  | Хорхе Вальдеррама  |
| НП               | 7  | Хосе Бустаманте    |
| НП               | 8  | Маріо Альборта     |
| НП               | 9  | Рафаель Мендес (к) |
| НП               | 10 | Рене Фернандес     |
| ЗХ               | 11 | Сегундо Дюрандаль  |
| Головний тренер: |    |                    |
| Улісес Сауседо   |    |                    |

| Бокові арбітри: Домінго Ломбарді (Уругвай) Альберто Варнкен (Чилі) |

### Бразилія — Болівія
| 20 липня 1930 13:00 UYT (UTC−3:30) |

| Бразилія                                     | 4–0      | Болівія |
| -------------------------------------------- | -------- | ------- |
| Модерато 37', 73' Жоан Коелью Нетто 57', 83' | Протокол |         |

| Естадіо Сентенаріо, Монтевідео Глядачів: 25,466 Арбітр: Тома Бальве (Франція) |

| ВР                           | 1  | Веллозо               |
| НП                           | 2  | Бенедікто             |
| НП                           | 3  | Карвалью Лейте        |
| ПЗ                           | 4  | Фаусто                |
| ПЗ                           | 5  | Фернандо              |
| ПЗ                           | 6  | Ерможенес             |
| ЗХ                           | 7  | Італія                |
| НП                           | 8  | Модерато              |
| НП                           | 9  | Жоан Коелью Нетто (к) |
| НП                           | 10 | Руссіньйо             |
| ЗХ                           | 11 | Зе Луїс               |
| Головний тренер:             |    |                       |
| Піндаро де Карвалью Родрігес |    |                       |

| ВР               | 1  | Хесус Бермудес     |
| ЗХ               | 2  | Касьяно Чаваррія   |
| ПЗ               | 3  | Діогенес Лара      |
| НП               | 4  | Едуардо Ортіс      |
| ПЗ               | 5  | Хорхе Вальдеррама  |
| НП               | 6  | Хосе Бустаманте    |
| НП               | 7  | Маріо Альборта     |
| НП               | 8  | Рафаель Мендес (к) |
| ПЗ               | 9  | Ренато Сайнс       |
| НП               | 10 | Рене Фернандес     |
| ЗХ               | 11 | Сегундо Дюрандаль  |
| Головний тренер: |    |                    |
| Улісес Сауседо   |    |                    |

| Бокові арбітри: Франсіско Матеуччі (Уругвай) Гаспар Вальєхо (Мексика) |